# Etjosuchus
Etjosuchus es un género extinto de arcosaurio carnívoro "rauisuquio" (loricato) del Triásico de Namibia. Se conoce a partir de una única especie, Etjosuchus recurvidens, nombrada a partir de un esqueleto parcial de la Formación Omingonde de la edad Ladiniana o Carniana.

## Descubrimiento e historia
El holotipo de Etjosuchus fue descubierto a principios de la década de 1990, en el monte Etjo de la formación Omingonde, que da nombre al género.
Inicialmente, fue identificado erróneamente como Erythrosuchus africanus en 1995 y excavado a principios de la década de 2000 durante un estudio que describió con más detalle el espécimen.
No fue hasta 2021 cuando se publicó una descripción anatómica detallada del espécimen, que lo identificó como su propio género de pseudosuquio.
El espécimen holotipo (GSN F382) es un esqueleto parcialmente completo, conserva la mayor parte de la columna vertebral articulada, un coracoide, ambos húmeros parciales, costillas cervicales articuladas, costillas dorsales desarticuladas, gastralia parcial, muchos osteodermos articulados y desarticulados, y ambas mitades laterales del cráneo y las mandíbulas, que están divididas por la mitad en el plano sagital.

## Descripción

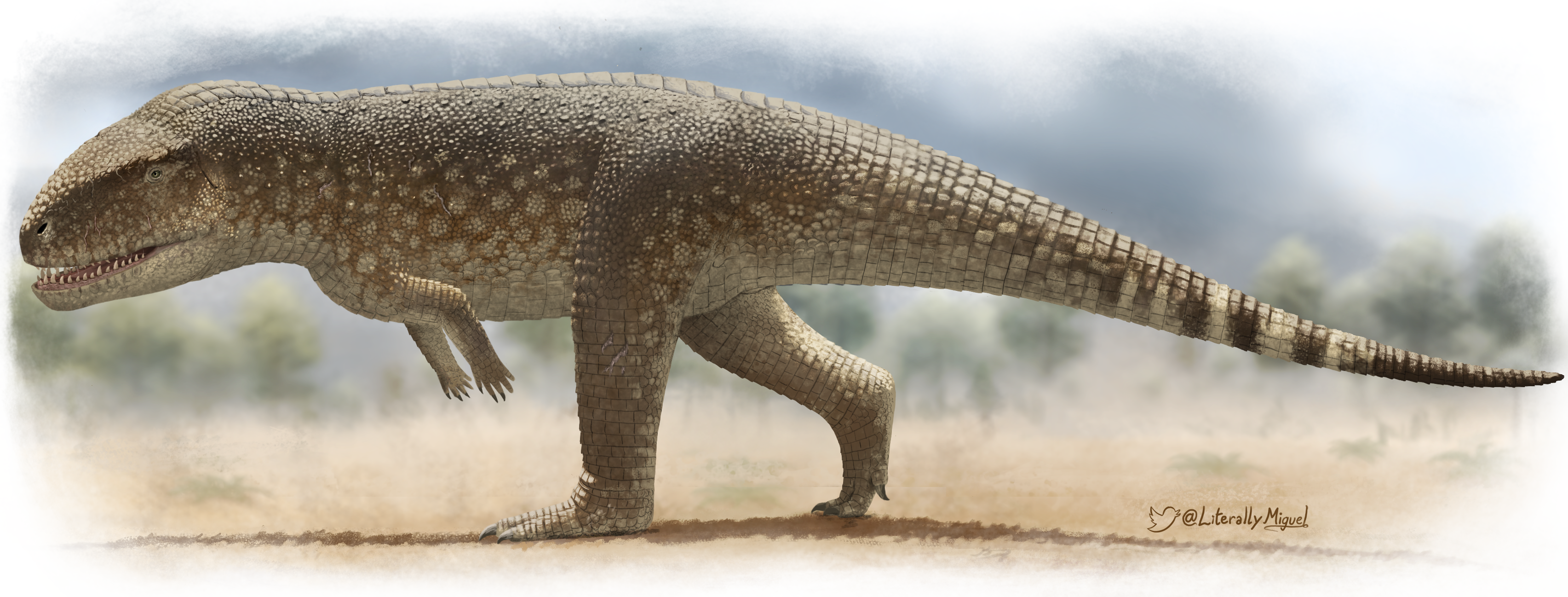
Reconstrucción en vida

Etjosuchus era un pseudosuquio carnívoro de gran tamaño, tenía un cráneo robusto de 70 cm de largo, con dientes afilados, curvados y aserrados.
El animal holotipo habría medido entre 5,5 y 6 m (18 a 19,7 pies) de largo, y aunque tenía escapulocoracoides proporcionalmente grandes en comparación con otros parientes, sus húmeros parciales conservados (y, por lo tanto, sus brazos) eran extremadamente pequeños para su tamaño, con un ancho de la cabeza del humero de 65 mm. Como referencia, Postosuchus kirkpatricki, un pariente cercano bipedo más pequeño, tenía un ancho de la cabeza del humero de 110 mm, por lo que Etjosuchus probablemente caminaba solo sobre sus patas traseras, siendo uno de los pocos loricatos bípedos conocidos.

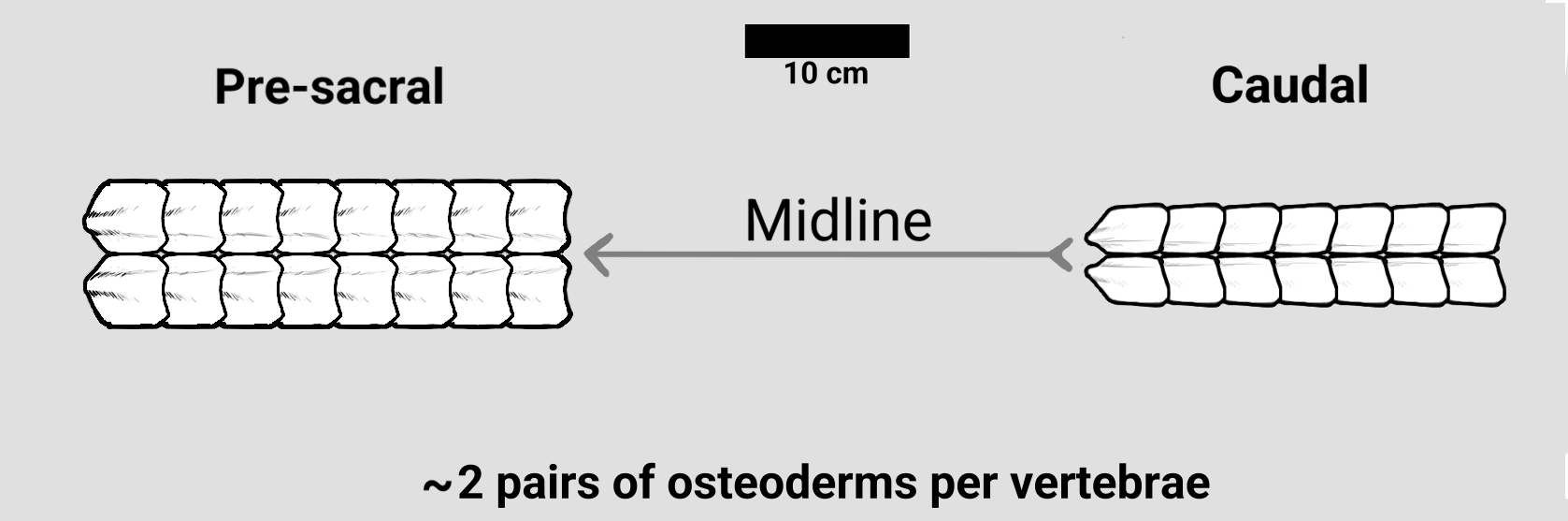
Detalles de la armadura ósea de Etjosuchus en vista dorsal (osteodermos a escala entre ellos)

### Osteodermos
Como muchos otros pseudosuquios, habría tenido dos filas de osteodermos (armadura ósea en la piel) cercanamente posicionadas a cada lado de la línea media dorsal; estas estaban dispuestas en pares adyacentes a las espinas neurales a lo largo de la espalda del animal, desde el cuello hasta la cola. La forma de cada osteodermo era aproximadamente rectangular, con una pequeña proyección anterior y dos posteriores. Estos estában estrechamente articulados y superpuestos uno sobre otro de adelante hacia atrás.
Desde el cuello hasta el sacro, hay un par de osteodermos por cada vértebra, pero en la cola los osteodermos eran mucho más estrechos y pequeños, con aproximadamente dos de ellos por cada vértebra caudal.

## Clasificación
Dependiendo de la configuración del matrix filogenético, Etjosuchus varía de ser un miembro basal de un Rauisuchidae parafiletico (un grado evolutivo), a un Loricato basal